# 美国宪法第十二修正案
《美利坚合众国宪法》第十二修正案（英語：Twelfth Amendment to the United States Constitution）簡稱「第十二修正案」（Amendment XII），由美國联邦国会于1803年12月9日提出，并在1804年7月27日得到法定所需四分之三的州批准而生效。该修正案对于宪法第二条中有关美国总统和副总统的选举事项作出了重大修正，以防止今后总统选举再出现像1796年和1800年美国总统选举时所发现的严重问题。

## 内容文本
The Electors shall meet in their respective states, and vote by ballot for President and Vice-President, one of whom, at least, shall not be an inhabitant of the same state with themselves; they shall name in their ballots the person voted for as President, and in distinct ballots the person voted for as Vice-President, and they shall make distinct lists of all persons voted for as President, and all persons voted for as Vice-President and of the number of votes for each, which lists they shall sign and certify, and transmit sealed to the seat of the government of the United States, directed to the President of the Senate.
The President of the Senate shall, in the presence of the Senate and House of Representatives, open all the certificates and the votes shall then be counted.
The person having the greatest Number of votes for President, shall be the President, if such number be a majority of the whole number of Electors appointed; and if no person have such majority, then from the persons having the highest numbers not exceeding three on the list of those voted for as President, the House of Representatives shall choose immediately, by ballot, the President. But in choosing the President, the votes shall be taken by states, the representation from each state having one vote; a quorum for this purpose shall consist of a member or members from two-thirds of the states, and a majority of all the states shall be necessary to a choice. [And if the House of Representatives shall not choose a President whenever the right of choice shall devolve upon them, before the fourth day of March next following, then the Vice-President shall act as President, as in the case of the death or other constitutional disability of the President.]
The person having the greatest number of votes as Vice-President, shall be the Vice-President, if such number be a majority of the whole number of Electors appointed, and if no person have a majority, then from the two highest numbers on the list, the Senate shall choose the Vice-President; a quorum for the purpose shall consist of two-thirds of the whole number of Senators, and a majority of the whole number shall be necessary to a choice. But no person constitutionally ineligible to the office of President shall be eligible to that of Vice-President of the United States.
- 译文：选举人在各自州内集会，投票选举总统和副总统，其中至少有一人不是选举人本州的居民。选举人须在选票上写明被选为总统之人的姓名，并在另一选票上写明被选为副总统之人的姓名。选举人须将所有被选为总统之人和所有被选为副总统之人分别开列名单，写明每人所得票数；在该名单上签名作证，将封印后的名单送合众国政府所在地，交参议院议长收。
- 参议院议长在参议院和众议院全体议员面前开拆所有证明书，然后计算票数。
- 获得总统选票最多的人，如所得票数超过所选派选举人总数的半数，即为总统。如无人获得这种过半数票，众议院应立即从被选为总统之人名单中得票最多的但不超过三人中间，投票选举总统。但选举总统时，以州为单位计票，每州代表有一票表决权。2/3的州各有一名或多名众议员出席，即构成选举总统的法定人数，选出总统需要所有州的过半数票。［当选举总统的权力转移到众议院时，如该院在次年3月4日前尚未选出总统，则由副总统代理总统，如同总统死亡或宪法规定的其他丧失任职能力的情况一样[1]。］
- 得副总统选票最多的人，如所得票数超过所选派选举人总数的半数，即为副总统。如无人得过半数票，参议院应从名单上得票最多的两人中选举副总统。选举副总统需要参议员总数的过半数票。但依宪法无资格担任总统的人，也无资格担任合众国副总统[3][4]。

## 第十二修正案以前的选举团
美国总统选举是间接选举，总统和副总统由民选的选举人团投票产生。根据宪法第二条第一款第3节规定，每位选举人投票选举两人，至少有一人不是选举人本州的居民。选举人票不分选总统或副总统，得票最多且获得选举人总结数半数以上的候选人为总统，得票第二多者为副总统。如获得过半数票的人不止一人，且得票相等，由众议院从中选出总统；若无人获得过半数票，则从得票最多五人中选出总统。众议院投票选总统时，以州为单位计票，每州代表有一票表决权，得过半数州票者当选。选出总统後，得选举人票最多者为副总统，如还有得票相等的情况就由参议院选出副总统。
制宪会议制定选举总统方式时没有预料到政党的产生。1796年总统选举，联邦党指定总统候选人、副总统约翰·亚当斯得票数最多且过半数而当选总统，但联邦党选举人第二张票分散投给不同的候选人，使票数第二多的民主共和党候选人托马斯·杰斐逊当选副总统。党派及政治理念的不同，总统和副总统之间难免出现冲突。
1800年总统选举更加显示出了宪法规定的不足。由于选举人票不分选总统或副总统，民主共和党的两名候选人杰斐逊（指定总统候选人）以及阿龙·伯尔（指定副总统候选人，原本计划其中一位选举人弃投第二票，但执行失败）各得票相等且过半数，依规定由众议院投票从二人中选出总统。然而，众议院由联邦党控制，多数联邦党议员不愿投票给杰斐逊，他们试图将伯尔选为总统。结果，众议院投票陷入僵局，投票进行了35轮之後仍然未能选出总统。在联邦党人亚历山大·汉密尔顿的游说下，在第36轮投票中部分联邦党人改变了主意，才将杰斐逊送上总统宝座。

## 第十二修正案规定的选举团

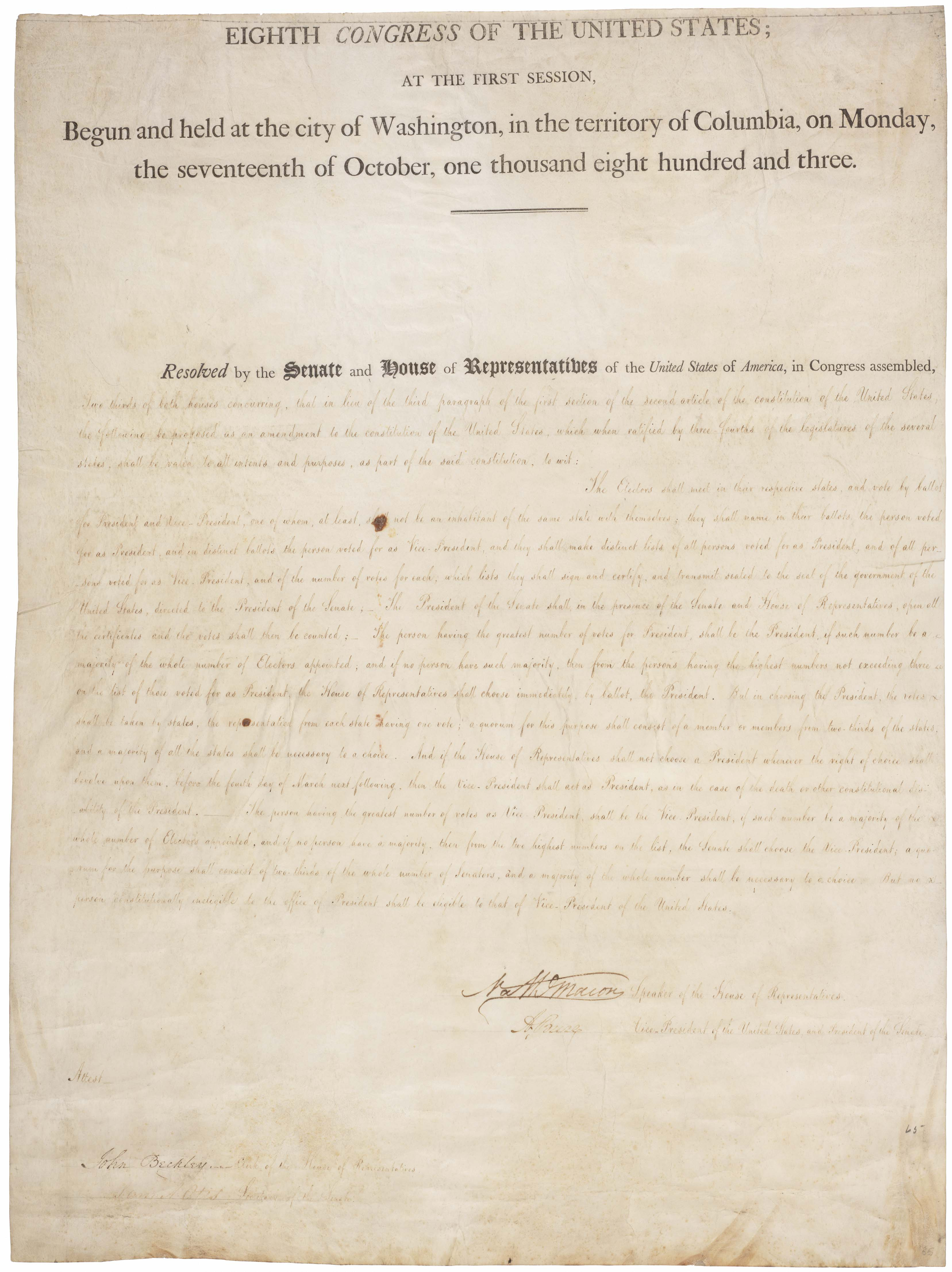
存放在国家档案和记录管理局的第十二修正案文本

第十二修正案对美国总统和副总统选出的具体程序作了更改，但并没有改变选举人团在这一程序中的地位，其作出的更改从1804年总统大选开始应用生效。
根据第十二修正案，选举人需要对总统和副总统人选分开进行投票，而不是只是投两票来选择总统。同时修正案中的居住地条款也规定，一位选举人所投票支持的总统和副总统人选中，至少要有一位是（可以两位都是）不同州的居民。
修正案还明确规定“依宪法无资格担任总统的人，也无资格担任合众国副总统”。

## 1804年起的总统大选

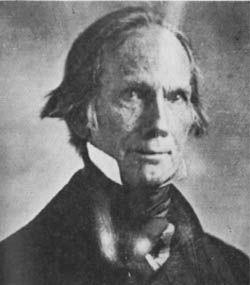
亨利·克莱，他被指在1824年大选中进行了“腐败的交易”，後成為美國國務卿

从1804年美国总统选举开始，每一次总统大选都是按第十二修正案规定的规则来进行的。至今需要由联邦国會众议院来选举总统的情况只出现过一次：在1824年大选中，安德鲁·杰克逊获得了99张选举人票，而约翰·昆西·亚当斯（约翰·亚当斯的儿子）获得了84张，威廉·H·克劳福德41张，亨利·克莱37张。4位候选人都是民主共和党人（不过各自的政治观念有非常大的不同），并且每一个人都没有得到所需要的131张选举人票来获胜（超过半数）。由于联邦众议院只会考虑在得票前三位的候选人中选择一个，因此亨利首先出局，克劳福德则因身体状况不佳所以也不大可能会被众议院选中。杰克逊获得的选举人票最多，所以他也期望众议院会选择他。然而众议院最终却有13个州投票给了亚当斯，支持杰克逊的只有7个州，另外有4个州支持克劳福德。克莱表示支持亚当斯担任总统，但他当时身为联邦众议院议长，这样的支持就有着明显的政治倾向性。亚当斯上任后指定由克莱担任国务卿，因此也有很多人——特别是杰克逊及其支持者——指责两人进行了一场“腐败的交易”。相比之下这年副总统的选举就顺利得多，约翰·卡德威尔·卡尔霍恩获得了182张选举人票成功当选。

## 提出与批准
国会于1803年12月9日提出此修正案，并由以下州给予批准：
1. 北卡罗莱纳州：1803年12月21日
2. 马里兰州：1803年12月24日
3. 肯塔基州：1803年12月27日
4. 俄亥俄州：1803年12月30日
5. 宾夕法尼亚州：1804年1月5日
6. 佛蒙特州：1804年1月30日
7. 弗吉尼亚州：1804年2月3日
8. 纽约州：1804年2月10日
9. 新泽西州：1804年2月22日
10. 罗德岛州：1804年3月12日
11. 南卡罗莱纳州：1804年5月15日
12. 乔治亚州：1804年5月19日
13. 新罕布什尔州：1804年6月15日

至此修正案得到13个州的批准而达到法定要求开始生效，之后田纳西州也于1804年7月27日给予批准。
而以下3个州拒绝给予批准：
1. 特拉华州：1804年1月18日
2. 马萨诸塞州：1804年2月3日
3. 康涅狄格州：1804年5月10日

## 脚注
1. 1 2  这一句的规定已经由第二十修正案的第三款修正。
2. ↑  . 国家档案和记录管理局.   [2013-03-30]. （原始内容存档于2012-03-22）.
3. ↑  任东来; 陈伟; 白雪峰; Charles J. McClain; Laurene Wu McClain. . 中国法制出版社. 2004年1月: 573. ISBN 7-80182-138-6.
4. ↑  李道揆. . 商务印书馆. 1999: 775–799.
5. ↑  见宪法第二条中总统参选规则的规定，另参见在第二十二修正案中有关任期的限制
6. ↑  .   [2013-04-23]. （原始内容存档于2014-02-21）.
7. ↑  .   [2013-04-23]. （原始内容存档于2021-04-21）.
8. ↑  . About.com.   [2009-07-03]. （原始内容存档于2009-03-07）. Authors list列表中的|first1=缺少|last1= (帮助)
9. ↑  Mount, Steve. . January 2007  [2013-03-30]. （原始内容存档于2013-06-02）.